# Deutsche Volksunion

Logo van de DVU

De Deutsche Volksunion (DVU, Nederlands: Duitse Volksunie) was een extreemrechtse politieke partij in Duitsland. De partij werd in 1987 door Gerhard Frey opgericht. Financieel was ze vrijwel volledig afhankelijk van Frey. 
Gerhard Frey was geboren in  Cham (Beieren) op 18 februari 1933 in een rijk koopmansgezin. Zijn vermogen spendeerde hij aan het oprichten en subsidiëren van extreemrechtse partijen, actiegroepen, kranten en boeken. Zo richtte hij in 1959 de National Zeitung op en in 1987 de DVU.
De partij werd onder toezicht gehouden van de Verfassungsschutz, een overheidsorgaan dat anticonstitutionele activiteiten in Duitsland onderzoekt. De DVU heeft op bondsniveau nooit de kiesdrempel gehaald. Wel heeft de partij enige tijd zetels gehad in enkele deelstaatparlementen, voor het laatst in 2007 (in Bremen; kort na de verkiezingen heeft het enige DVU-lid de partij verlaten). In 2007 had de partij zo'n 7.000 leden. In 2012 is ze opgeheven, en op 19 februari 2013, een dag na zijn tachtigste verjaardag, is Frey overleden.

## Programma
Enkele kenmerkende programmapunten van de Volksunion waren:
- Begrenzing van het percentage buitenlanders
- Halt aan de toenemende toestroom van buitenlanders
- Verkorting van de asielprocedures
- Uitzetting van criminele buitenlanders
- Bescherming van het ongeboren leven
- Herziening van de Oder-Neissegrens